# サギド・ムルタザリエフ
サギド・ムルタザリエフ（ロシア語:Сагид Муртазалиев、ローマ字:Sagid Murtazaliev、1974年3月11日 - ）は、ロシアのレスリング選手。2000年シドニーオリンピックレスリングフリースタイル97kg級の金メダリストである。ロシア連邦ダゲスタン共和国マハチカラ出身。

## 実績
- オリンピック
  - 2000年シドニーオリンピック　金メダル
- 世界選手権
  - 優勝　1999年
- ヨーロッパ選手権
  - 優勝　2000年
  - 3位　1995、1996年